# Bouquet (Argentina)
Bouquet è un comune dell'Argentina, appartenente alla provincia di Santa Fe, nel dipartimento di Belgrano.
Il comune è stato fondato il 15 novembre 1891, e si trova a 192 km dalla capitale della provincia Santa Fe
In base al censimento del 2001, il comune contava 1 446 abitanti, con un decremento del 2,5% rispetto al censimento precedente (1991).
La cittadina ha dato i natali all'ex portiere del Boca Juniors, Roberto Abbondanzieri.

## Collegamenti esterni

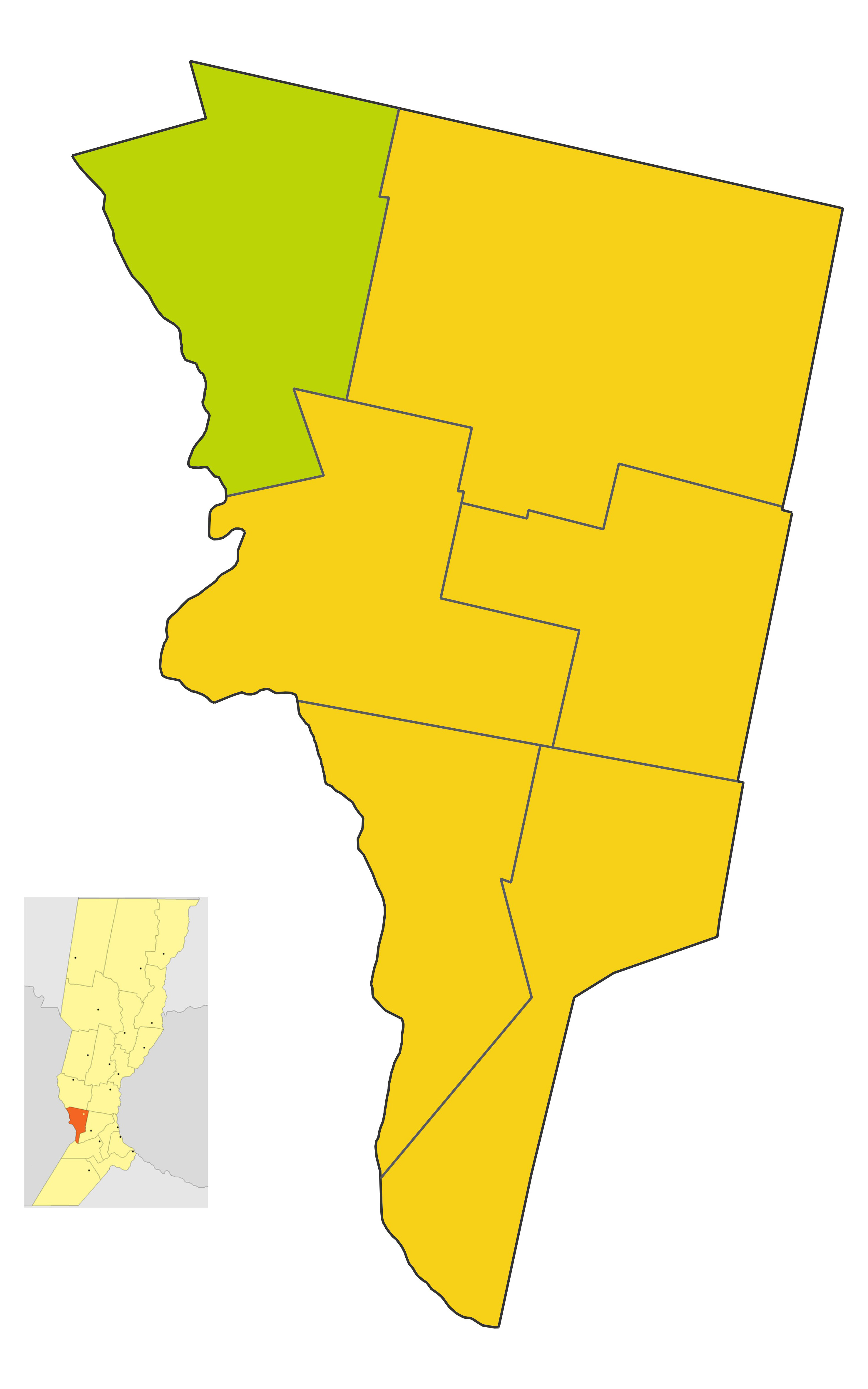
Mappa del Comune di Bouquet